# Graf-Henrich-Brücke
Die Graf-Henrich-Brücke ist ein Bauwerk in der Stadt Wernigerode. Die Brücke, über die die Ilsenburger Straße führt, überspannt die Holtemme in der Nähe des Bahnhofes Westerntor.
Die Namensgebung der Brücke erfolgte am 20. November 2008 im Beisein des Oberbürgermeisters Peter Gaffert, des Lokalhistorikers Uwe Lagatz und zahlreicher Vertreter von Verwaltungen, Firmen, des Stadtrats und des Harzklubs. Gleichzeitig bildete diese Veranstaltung den Abschluss des Ausbaus der Ilsenburger Straße, die innerhalb von zehn Jahren für 2,9 Millionen Euro modernisiert worden war.
Der Vorgängerbau im 19. Jahrhundert war eine hölzerne Brücke, die im Zuge der Erneuerung im Jahre 1840 auf Kosten der gräflichen Verwaltung den Namen des damals regierenden Grafen Henrich zu Stolberg-Wernigerode erhielt: Henrich-Brücke. Der frühere Name wurde 2008 durch den Zusatz Graf- ergänzt. 